# عبدالرحیم ربانی شیرازی
عبدالرحیم ربانی شیرازی (۱۱ فروردین ۱۳۰۱ شیراز –۱۷ اسفند ۱۳۶۰)، روحانی و فقیه ایرانی، نمایندهٔ ولی فقیه در استان‌های کردستان، آذربایجان و فارس، عضو مجلس خبرگان قانون اساسی و مجلس خبرگان رهبری و شورای نگهبان بود.وی در اسفند ۱۳۶۰ بر اثر یک تصادف عمدی در جاده اصفهان به قم کشته شد.

## زندگی
عبدالرحیم ربانی شیرازی در سال ۱۳۰۱ در شیراز و در خانواده ای مذهبی و سنتی چشم به جهان گشود.پدرش حاج محمدهادی معروف به بمانعلی و مادر او معصومه نام داشت. وی تحصیلات خود را در مکتبخانه آغاز کرد و پس از پایان بردن تحصیلات ابتدایی، در دوازده‌سالگی به فراگیری علوم دینی در مدرسه آقاباباخان شیراز پرداخت. ربانی سطوح میانی فقه و اصول را نزد محمدعلی موحد، عبدالحسین حائری، سیدنورالدین حسینی و بهاءالدین محلاتی گذراند و از درس فلسفه استادانی چون حسین کربالی، جواد مصلح و محمدعلی حکیم بهره جست؛ سپس در سال ۱۳۲۷ با هدف ادامه تحصیلات حوزوی به قم هجرت کرد و در درس خارج فقه و اصول سیدحسین بروجردی، سیدمحمد محقق داماد، سیدمحمدرضا گلپایگانی و عبدالنبی اراکی و همچنین در درس فلسفه و تفسیر سیدمحمدحسین طباطبایی شرکت می‌کرد.

## تحصیلات
ربانی شیرازی تا ۲۰ سالگی نزد پدر، آداب زندگی معاشرت، تحصیل و کسب و کار را فرا گرفت.
در ۱۷ سالگی وارد حوزه علمیه خان شیراز شد و در کنار تحصیل علوم دینی به سوی فعالیت‌های سیاسی رفت و در طرد فرقه‌های بابیت، بهاییت و صوفی گری به همراه سایر گروه‌ها به نام گروه دین تلاش می‌کرد. در ۱۳۲۰ با اوج‌گیری تبلیغات حزب توده به میدان آمد و با آنها به مبارزه پرداخت.
برای تکمیل اطلاعات دینی به مدرسه علمیه آقا باباخان رفت.
در سال ۱۳۲۷ به قم رفت و چند سالی در مدرسه حجتیه مسکن گزید و در درس سید حسین طباطبایی بروجردی و سیدمحمد رضا گلپایگانی شرکت کرد.

## استادان
- سید حسین طباطبایی بروجردی
- سید محمدرضا گلپایگانی
- سیدمحمدمحقق داماد

وی از محمدکاظم شیرازی، سید عبدالله بلادی بوشهری و آقابزرگ تهرانی اجازه اجتهاد داشت.
وی پس از درگذشت بروجردی به طرح و تبلیغ مرجعیت خمینی پرداخت. او در دوران حکومت پهلوی بارها دستگیر و ده سال زندان بود و در شهرهای کاشمر جیرفت فیروزآباد و سردشت در تبعید به سر برد. 
با پیروزی انقلاب وی با نظر آیت الله خمینی برای فرونشاندن شورش کردستان و آذربایجان، عازم این مناطق شد. او در ۱۳۶۰/۱/۸ از سوی گروهک فرقان مورد سوءقصد قرار گرفت.

## ترور نافرجام
در تاریخ ۸ فروردین ۱۳۶۰ یک موتورسوار عضو گروهک فرقان، جلوی بیمارستان حافظ شیراز، به سوی ربانی شیرازی تیراندازی می‌کند که وی از ناحیه گردن زخمی می‌شود، با تلاش پزشکان پس از چندی وی سلامت خویش را بازمی‌یابد.

## سوءقصد و درگذشت
در ۱۷ اسفند ۱۳۶۰،  خودروی ربانی شیرازی در حالی که او برای شرکت در جلسه شورای نگهبان عازم تهران بود، بین راه اصفهان و قم طی عملیاتی پیچیده و مشکوک توسط گروهک فرقان، در تصادفی عمدی واژگون و سپس به بهانه رساندن پیکر زخمی وی به بیمارستان، با ممانعت از همراهی محافظین در راه در یک خودرو مینی بوس متعلق به همین گروه او را خفه کرده و پیکر بی جانش را تحویل بیمارستان می‌دهند. پیکر او پس از تشییع و اقامه نماز به امامت سیدمحمدرضا گلپایگانی، در مسجد بالاسر حرم فاطمه معصومه به خاک سپرده شد.

## آثار
- تصحیح و تعلیق بر وسائل الشیعه
- تصحیح و تعلیق بر بحارالانوار
- قضاء الحقوق فی ترجمة الصدوق (کتابی دربارهٔ شیخ صدوق)
- حرکت در طبیعت از دیدگاه دو مکتب (این کتاب حاصل مباحث و درس‌های ربانی شیرازی در زندان قصر در دوره پهلوی است).[۹]